# Битка код Синодијума
Битка код Синодијума се водила између Римљана и Далмата, у зиму, на прелазу из 48. у 47. године прије н. е. Одиграла се у једном кланцу код Синодијума у Петровом пољу (Далмација).
Према Апијану, римском историчару, Далмати (Делмати) и њихови савезници су 50. прије н. е. заузели град Промону, који је припадао Либурнима. Либурни су тражили помоћ од Гаја Јулија Цезара, тада проконзула Илирика. Након што су Далмати одбили да напусте град, Јулије Цезар је на њих послао војску, која је поражена. Због сукоба са Помпејом, Јулије Цезар није могао да интервенише. То је урадио након Битке код Фарсала 48. прије н. е, када је у Илирик послао Квинта Корнифација, са задатком да уведе ред у провинцији. Добио је и помоћ конзула Аула Габинија са 15 кохорти пјешака и 3 000 коњаника. Зими 48/47. прије н. е. су га Далмати тешко поразили у кланцу код Синодијума. Погинуло је око 2 000 пјешака, 4 трибуна и 38 центуриона. Остатак римске војске се повукао у Салону, гдје је Габиније умро.